# Deinopa signiplena
Deinopa signiplena är en fjärilsart som beskrevs av Walker 1862. Deinopa signiplena ingår i släktet Deinopa och familjen nattflyn. Inga underarter finns listade i Catalogue of Life.